# Mariano West
Mariano Federico West (Mar del Plata, 8 de abril de 1949) es un político argentino, perteneciente al Partido Justicialista, que se desempeñó como intendente del partido de Moreno entre 1995 y 2015, con licencia entre 2002 y 2011. Por otra parte, también se desempeñó como diputado nacional por la provincia de Buenos Aires por dos períodos consecutivos entre 2005 y 2011, entre otros cargos.

## Biografía
Nació en Mar del Plata en 1949. Miembro del Partido Justicialista (PJ), comenzó su carrera política como director de Tierras y Viviendas de la municipalidad del partido de Moreno en 1983. De 1986 a 1988 desempeñó el cargo de secretario de Bienestar Social de Moreno y luego pasó a desempeñarse como subsecretario de Acción Social de la provincia de Buenos Aires entre 1989 y 1991, durante la gestión de Antonio Cafiero, para finalmente ser subsecretario de Organización Comunitaria de la provincia entre 1991 y 1994, en la gobernación de Eduardo Duhalde. Fue convencional constituyente en la reforma constitucional de 1994, integrando las comisiones de Nuevos Derechos y Garantías y de Sistemas de Control.
En 1995 fue elegido por primera vez diputado nacional, pero renunció a su cargo al ser elegido intendente del partido de Moreno, cargo por el que fue reelegido en 1999, 2003, 2007 y 2011. Fue derrotado en un último intento de reelección en las primarias de 2015 por Walter Festa, perteneciente a La Cámpora, compitiendo ambos por el Frente para la Victoria (FPV), coalición que en aquella elección dejó de prestarle apoyo.
Entre dichos períodos como intendente, se ausentó del cargo pidiendo licencia, para ser ministro de Desarrollo Humano y Trabajo de la provincia de Buenos Aires, designado por el gobernador Felipe Solá, entre 2002 y 2003, y luego diputado provincial entre 2003 y 2005.
En las elecciones legislativas de 2005, fue elegido diputado nacional por la provincia de Buenos Aires, siendo reelegido en 2009, siempre perteneciendo al FPV. Renunció en 2011 para regresar a la intendencia de Moreno, siendo sucedido en la banca por Mabel Hilda Müller.
En la Cámara de Diputados, fue presidente de la comisión de Reforma del Estado y Seguimiento de las Privatizaciones; e integró como vocal las comisiones de Agricultura y Ganadería; de Economías y Desarrollo Regional; de Finanzas; de Mercosur; de Presupuesto y Hacienda; de Recursos Naturales y Conservación del Ambiente Humano; y de Vivienda y Ordenamiento Urbano. En 2008 votó a favor del proyecto de Ley de Retenciones y Creación del Fondo de Redistribución Social, al año siguiente a favor de la Ley de Servicios de Comunicación Audiovisual, y en 2010 a favor de la ley de matrimonio entre personas del mismo sexo. En 2009, fue autor del proyecto de ley que creó la Universidad Nacional de Moreno.